# Thrips sieversiae
Thrips sieversiae är en insektsart som beskrevs av Ian A. Hood 1934. Thrips sieversiae ingår i släktet Thrips och familjen smaltripsar. Inga underarter finns listade i Catalogue of Life.